# Leptophascum leptophyllum
Leptophascum leptophyllum là một loài Rêu trong họ Pottiaceae. Loài này được (Müll. Hal.) J. Guerra & Cano mô tả khoa học đầu tiên năm 2000.